# Змееголовник иноземный
Змееголовник иноземный (лат. Dracocephalum peregrinum) — вид многолетних травянистых растений рода Змееголовник (Dracocephalum) семейства Яснотковые (Lamiaceae).

## Ботаническое описание
Стебли прямостоячие либо приподнимающиеся, покрытые короткими волосками, 20—70 см высотой.
Нижние листья черешковые, голые, яйцевидно-ланцетные или ланцетные, редко цельнокрайные, верхние короткочерешковые, часто с цельным краем.
Цветки собраны в ложные мутовки, образующие соцветия 5—15 см длиной, прицветники короткочерешковые, эллиптические либо эллиптически-ланцетовидные, чашечка коротковолосистая, 13—15 мм длиной, венчик светло-синевато-лиловый или тёмно-голубой, редко розовый или белый, 27—32 мм длиной.
Плод — яйцевидный, светло-бурый орешек 4 мм длиной и 2 мм шириной.
Цветёт с июня по август, плодоносит в сентябре.

## Классификация

### Таксономия
Вид Змееголовник иноземный входит в род Змееголовник (Dracocephalum) семейства Яснотковые (Lamiaceae) порядка Ясноткоцветные (Lamiales).
|  |                                      |  |                                                             |                                                             |                      |  | ещё 21 семейство (согласно Системе APG II) | ещё 21 семейство (согласно Системе APG II) |                           |  |  |  | ещё 81 род         | ещё 81 род                 |  |  |
|  |                                      |  |                                                             |                                                             |                      |  | ещё 21 семейство (согласно Системе APG II) | ещё 21 семейство (согласно Системе APG II) |                           |  |  |  | ещё 81 род         | ещё 81 род                 |  |  |
|  |                                      |  |                                                             | порядок Ясноткоцветные                                      |                      |  |                                            |                                            | подсемейство Котовниковые |  |  |  |                    | вид Змееголовник иноземный |  |  |
|  |                                      |  |                                                             | порядок Ясноткоцветные                                      |                      |  |                                            |                                            | подсемейство Котовниковые |  |  |  |                    | вид Змееголовник иноземный |  |  |
|  | отдел Цветковые, или Покрытосеменные |  |                                                             |                                                             | семейство Яснотковые |  |                                            |                                            | род Змееголовник          |  |  |  |                    |                            |  |  |
|  | отдел Цветковые, или Покрытосеменные |  |                                                             |                                                             |                      |  |                                            |                                            |                           |  |  |  |                    |                            |  |  |
|  |                                      |  | ещё 44 порядка цветковых растений (согласно Системе APG II) | ещё 44 порядка цветковых растений (согласно Системе APG II) |                      |  |                                            | ещё 7 подсемейств                          | ещё 7 подсемейств         |  |  |  | ещё около 40 видов |                            |  |  |
|  |                                      |  |                                                             | ещё 44 порядка цветковых растений (согласно Системе APG II) |                      |  |                                            |                                            | ещё 7 подсемейств         |  |  |  |                    |                            |  |  |